# Austrosquilla osculans
Austrosquilla osculans is een bidsprinkhaankreeftensoort uit de familie van de Nannosquillidae. De wetenschappelijke naam van de soort is voor het eerst geldig gepubliceerd in 1924 door Hale.